# Caráusio
Marco Aurélio Mauseu Valério Caráusio (em latim: Marcus Aurelius Mausaeus Valerius Carausius) foi um comandante militar do Império Romano no século III. Ele era um menápio da Gália Bélgica que tentou usurpar o trono em 286, declarando-se imperador na Britânia e no norte da Gália, fundando o fugaz Império da Britânia. Ele o fez apenas treze anos depois da derrocada do Império das Gálias do batavo Póstumo em 273. Ao contrário das muitas revoltas efêmeras do final do século III, Caráusio conseguiu se manter no poder por sete anos e terminou assassinado por um de seus ministros, Aleto, que o sucedeu.

## Imperador da Britânia
Caráusio era de origem humilde, um menápio que se destacou durante a campanha de Maximiano contra os rebeldes bagaudas no norte da Gália em 286. Por conta deste mérito e de seu emprego anterior como piloto portuário resultaram em sua nomeação para comandar a Frota Britânica (Classis Britannica), uma frota baseada no Canal da Mancha cuja responsabilidade era eliminar a ameaça dos piratas francos e saxões que atacavam as costas da Armórica e da Bélgica. Porém, ele foi acusado de tomar para si tesouros capturados e de aceitar suborno para permitir ataques, o que levou Maximiano a ordenar sua execução. No final de 286 ou início de 287, Caráusio soube de sua sentença e declarou-se imperador na Britânia e no norte da Gália. Suas forças abrangiam não apenas sua frota – reforçada por navios que ele construiu – e as três legiões da Britânia, mas também outra de que ele se apoderou na Gália, diversos grupamentos de auxiliares, uma flotilha de navios mercantes gauleses e mercenários bárbaros atraídos pela possibilidade de novos saques.
O historiador e arqueologista britânico Sheppard Frere, ponderando sobre como Caráusio conseguiu o apoio do exército apesar de ser um almirante da frota, especula que ele talvez tenha se envolvido em alguma vitória esquecida na Britânia ligada à vitoriosa campanha de Diocleciano que lhe rendera, em 285, o título de Britânico Máximo (em latim: Britannicus Maximus), e liga-o às evidências de destruição de algumas cidades romano-britânicas na época. A campanha contra os bagaudas, porém, foi evidentemente terrestre e pode ter sido a responsável pela popularidade de Caráusio entre as tropas. Igualmente importante é o fato que, se as acusações de estelionato forem verdadeiras, ele teria recursos para comprar a lealdade que precisava.
Maximiano preparou uma invasão à Britânia em 288 ou 289 para derrubá-lo, mas não obteve sucesso. Um dos panegíricos da coletânea referida como Panegíricos Latinos, dedicado a Constâncio Cloro, atribui o fracasso ao mau tempo, mas lembra que Caráusio mesmo assim reclamou a vitória para si. Eutrópio diz que as campanhas eram infrutíferas por conta da habilidade de Caráusio e que uma paz finalmente foi acordada. Caráusio começou então a cultivar sonhos de legitimidade e reconhecimento oficial. Ele passou a cunhar suas próprias moedas e alinhou o valor delas com as moedas romanas. Ele também reconheceu Maximiano e, em seguida, Diocleciano. Essas moedas são hoje a principal fonte de informações sobre seu reinado. As primeiras emissões eram grosseiras, mas rapidamente se sofisticaram. As suas casas da moeda estavam em Londínio (Londres), Rotômago (Ruão) e uma terceira que possivelmente era Colônia Cláudia Victricense.
Caráusio parece ter-se aproveitado da insatisfação da população britânica nativa contra o jugo romano: suas moedas traziam legendas como  Restaurador da Britânia (Restitutor Britanniae) e Espírito da Britânia (Genius Britanniae). Ele também fez das moedas o canal de uma sofisticada propaganda oficial. Ele emitiu as primeiras moedas de prata de facto em todo o Império Romano em muitas gerações, sabendo que moedas de boa qualidade reforçariam sua legitimidade e melhorariam sua imagem frente às de Diocleciano e Maximiano. Algumas dessas moedas de prata trazem a legenda Expectate veni ("Venha, ó tão esperado"), que se acredita ser uma referência a uma linhagem dos Eneidas, do poeta Virgílio, cuja obra já tinha mais de 300 anos. Caráusio tentava dessa forma sugerir uma ligação com a cultura romana central, afastando a imagem de líder messiânico provinciano.
Algumas dessas moedas trazem um "RSR" na exergue (a área da moeda abaixo da legenda), o que foi por algum tempo considerado um mistério. Dois medalhões de Caráusio, atualmente no acervo do Museu Britânico, também trazem a inscrição (uma com o "RSR" e outra, "INPCDA"). A partir de 1998, estas letras passaram a ser reconhecidas como sendo a sexta e a sétima linhas do quarto Écloga de Virgílio, que diz "Redeunt Saturnia Regna, Iam Nova Progenies Caelo Demittitur Alto" ("A Era de Ouro está de volta, agora uma nova geração desceu dos céus"). Este poema era tão famoso durante o período romano quanto as obras de Shakespeare são hoje, de forma que qualquer leitor educado seria capaz de perceber o significado dos acrônimos (cuja utilização era comum na época).
Um miliário de Carlisle com seu nome sugere que toda a Britânia estava sob controle de Caráusio.

## Final do reinado
A tensão permaneceu até 293, quando Constâncio Cloro, agora o César do ocidente, marchou para Gália e tomou-a em nome do império. Isolou Caráusio ao cercar o porto de Bonônia (Bolonha-sobre-o-Mar) e invadindo a Batávia, no delta do Reno, assegurando assim a sua retaguarda contra o ataque dos francos, aliados de Caráusio. Porém, Constâncio não conseguiu invadir a Britânia por falta de uma frota adequada. Ainda assim, o poder de Caráusio foi fatalmente corroído. Aleto, que ele próprio nomeara seu tesoureiro, assassinou-o e assumiu para si o trono. Seu reinado duraria apenas três anos, depois dos quais ele foi derrotado e morto pelo subordinado de Constâncio, Júlio Asclepiodoto.
Em abril de 2010, um grande tesouro de moedas ("Tesouro de Frome") foi desenterrado perto de Frome, Somerset, no Reino Unido, e provou ser o maior e mais importante conjunto de moedas do reinado de Caráusio jamais encontrado; 760 moedas de seu reinado estavam entre 52 000 moedas romanas, incluindo cinco raros denários de prata. O achado equivalia ao rendimento de um legionário romano pelo período de quatro anos e data dos últimos anos de seu reinado ou pouco depois, dado que há algumas moedas posteriores.

## Lenda
Na lendária "História dos Reis da Britânia" (1136), de Godofredo de Monmouth, Caráusio aparece como um britânico de origem humilde que corajosamente convence o senado romano a nomeá-lo comandante de uma frota para proteger a Britânia contra o ataque de piratas. Uma vez no comando, porém, ele navega por toda a Britânia incitando a revolta e arregimenta um exército contra "Bassânio" (Caracala), nessa história o rei da Britânia. Caráusio derrota-o depois de persuadir os pictos, aliados de Caracala, a desertá-lo em troca de concessões de terras na Escócia. Depois disso, ele próprio declara-se rei. Sabendo da derrota de Caráusio, os romanos enviam para a Britânia três legiões, comandadas por Aleto,  que derrota e mata Caráusio na Escócia e declara-se o novo rei em seu lugar.